# Graben (Suíça)
Graben é uma comuna da Suíça, situada no distrito administrativo de Alta Argóvia, no cantão de Berna. Tem 3,2 km² de área e sua população em 2018 foi estimada em 331 habitantes.